# Yahya Jammeh
Yahya Jammeh (han kallar sig själv för "His Excellency Sheikh Professor Alhaji Dr. Yahya Abdul-Aziz Awal Jemus Junkung Jammeh Naasiru Deen Babili Mansa"), född 25 maj 1965 i Kanilai, West Coast, var Gambias president från 1994 till och med 2017. Han tog makten i en militärkupp 1994 då Gambias ledare allt sedan självständigheten, Dawda Jawara, störtades. Han återvaldes i ytterligare två omdiskuterade val 2001 och 2006. Inför presidentvalet 2011 avstod internationella organisationer från att skicka valobservatörer eftersom valfusket ansågs vara väldigt utbrett. 
Vid valet 2016 förlorade han presidentskapet till Adama Barrow.
Sedan januari 2007 hävdar Jammeh att han kan bota HIV/AIDS och astma med hjälp av naturliga örter och handpåläggning. Han har därvid kritiserats för att använda icke-vetenskapliga metoder som kan få allvarliga konsekvenser.
Den 15 maj 2008 väckte Jammeh uppseende genom ett uttalande där han sade att han skulle se till att alla homosexuella i Gambia skulle "få sitt huvud avhugget" och att lagarna mot homosexualitet skulle bli strängare än i Iran.
2011 sade Jammeh om journalister "Journalisterna är mindre än 1 procent av befolkningen, och om någon antar att jag tillåter mindre än 1 procent av befolkningen att förstöra 99 procent av befolkningen, är du på fel plats." Han tillade att "Jag har inte en opposition. Vad vi har är människor som hatar landet, och jag tänker inte arbeta med dem.".
I presidentvalet i december 2016 förlorade Jammeh något överraskande mot oppositionskandidaten Adama Barrow. Jammeh fick 36,6 procent av rösterna medan Barrow fick 45,54 procent. Jammeh erkände sig besegrad och gjorde ett offentligt uttalande i nationell tv bara timmar efter att de officiella röstsiffrorna presenterats. Jammeh tog sedan tillbaka erkännandet och vägrade avgå i januari 2017. Efter att Adama Barrow fick stöd från Senegal som hotade att gå in militärt i Gambia om inte Jammeh avgick gick han med på att lämna presidentposten. Jammeh reste därefter för att leva i exil i Ekvatorialguinea efter 22 år vid makten.
Samtidigt som gambier firade att landets hårde ledare Yahya Jammeh var ute ur landet, framkom att han lyckades plundra statsfinanserna på omkring 100 miljoner kronor innan han flög ut ur landet.